# Nothbach
Der Nothbach ist ein 14 km langer, linker Nebenfluss der Mosel in Rheinland-Pfalz, Deutschland.

## Geographie
Der Nothbach entspringt etwa 700 m südlich von Mertloch auf 198 m ü. NHN. Bis zum Ortsrand der genannten Gemeinde fließt der Bach in nördliche Richtung, wendet sich dann nach Osten. Zwischen Mertloch und Gappenach mündet linksseitig der Dalkebach. Nachdem der Nothbach in Norden Gappenach passiert hat mündet linksseitig bei Birkenhof der St. Georgenbach. Bei Rüber (Schäfersmühle) nimmt er dann zuerst links den Polcher Bach und anschließend rechts den Bimbach auf. Bei der Heidgermühle der Ortsgemeinde Kalt fließt dem Nothbach dann rechts der Kalter Bach zu. Bei Dreckenach mündet rechtsseitig der Fißbach. Bei der Obersten Mühle mündet schließlich links der Keverbach. Wenig später mündet der Nothbach dann umgeleitet und verrohrt im Norden von Lehmen auf 88 m ü. NHN in die Mosel.
Die ursprüngliche Mündung lag bis in die 1970er Jahre unterhalb des Nordendes der Oberburg in Gondorf. Ein Felsgrat entlang der Mosel, auf dem die Ortskirche, die Burg- und Schlossanlage erbaut wurden, zwang den Bach wenige Meter vor dem Fluss zu einem fast rechtwinkligem Richtungswechsel parallel zum Mosellauf. Damit bildete er einen wasserführenden Burggraben und ein natürliches Hindernis für einen Zugang zu der Flussburg der Herren von der Leyen von der Landseite. Verschiedentlich wurde darum das Schloss früher auch als „einzige Wasserburg an der Mosel“ bezeichnet.
Auf seinem 14 km langen Weg überwindet der Nothbach 110 m Höhenunterschied, was einem mittleren Sohlgefälle von 6,3 ‰ entspricht. Dabei wird ein Gebiet von 82,956 km² entwässert.

### Nebenflüsse
- Dalkebach – 3,1 km langer, linker Nebenfluss auf 163 m ü. NHN
- St. Georgenbach – 3,9 km langer, linker Nebenfluss bei Mehlmühle auf 149 m ü. NHN
- Polcherbach – 10,3 km langer, linker Nebenfluss auf 135 m ü. NHN
- Bimbach – 6,9 km langer, rechter Nebenfluss auf 135 m ü. NHN[4]
- Kalter Bach – 1,6 km langer, rechter Nebenfluss nach der Heidgermühle auf 129 m ü. NHN
- Fißbach – 1,3 km langer, rechter Nebenfluss bei Dreckenach auf 115 m ü. NHN
- Keverbach – 7,4 km langer, linker Nebenfluss bei Oberste Mühle auf 93 m ü. NHN